# Університетська автономія
Університе́тська автоно́мія — система самоврядування університетів, яка виключала їх із юрисдикції держави. 

## Генеза
Університетська автономія виникла і склалася в Середньовіччі в Західній і Центральній Європі. В різні епохи і в різних країнах У. а. мала різні форми й різні ступені самостійності у вирішенні університетських питань залежно від тих суспільно-політичних умов, що складалися. 

## Форми реалізації
Середньовічні університети, як правило, були порівняно незалежні від держави й церкви. Університетська автономія дозволяла університетам здійснювати систему виборності керівного й професорського складу. В числі органів самоврядування був свій виборний університетський суд, який мав певні юридичні права. Студенти об'єднувалися в особливі організації — «нації» (пізніше — земляцтва). Як і в Середньовіччі, сьогодні Університетська автономія є прогресивним явищем, оскільки дає змогу відстоювати певну незалежність і самостійність у вирішенні важливих навчальних і організаційних питань.

## Автономія закладу вищої освіти
Закон України «Про вищу освіту» надає загальне визначення терміну: Автономія закладу вищої освіти – самостійність, незалежність і відповідальність закладу вищої освіти у прийнятті рішень стосовно розвитку академічних свобод, організації освітнього процесу, наукових досліджень, внутрішнього управління, економічної та іншої діяльності, самостійного добору і розстановки кадрів у межах, встановлених цим Законом (стаття 1).

Також визначено, що державна політика у сфері вищої освіти забезпечується шляхом розвитку автономії закладів вищої освіти та академічної свободи учасників освітнього процесу. Автономія закладу вищої освіти потребує самоорганізації та саморегулювання, які є відкритими до критики, служать громадському інтересові, встановленню істини стосовно викликів, що постають перед державою і суспільством, здійснюються прозоро та публічно (Пункт 5 частини третьої статті 3).

Автономія та самоврядування є принципом діяльності закладу вищої освіти (Пункт 1 частини першої статті 32).

Зміст автономії закладів вищої освіти є їх право: 
- провадити фінансово-господарську та іншу діяльність відповідно до законодавства та статуту закладу вищої освіти (Пункт 22 частини другої статті 32 );
- розпоряджатися власними надходженнями (для закладів вищої освіти державної і комунальної форми власності), зокрема від надання платних послуг (Пункт 23 частини другої статті 32 );
- відкривати поточні та депозитні рахунки в банках (Пункт 24 частини другої статті 32 ).